# 요도카와촌
요도카와촌(淀川村)은 아키타현 센보쿠군에 설치되었던 촌이다. 현재의 다이센시 북서단, 오모노강 우안에 해당한다.

## 역사
- 1889년 4월 1일 - 정촌제 시행에 의해 3촌의 구역으로 성립하였다.
- 1955년 3월 31일 - 아라카와촌, 미네요시카와촌 및 가와베군 후나오카촌과 합병해 교와촌이 성립해, 동일 요도카와촌이 폐지되었다.

## 교통
현재는 아키타 자동차도의 교와 나들목이 소재하지만, 당시는 미개통.